# Plegaderus fraternus
Plegaderus fraternus är en skalbaggsart som beskrevs av Horn 1870. Plegaderus fraternus ingår i släktet Plegaderus och familjen stumpbaggar. Inga underarter finns listade i Catalogue of Life.